# 王様のためのホログラム
『王様のためのホログラム』（おうさまのためのホログラム、A Hologram for the King）は、2016年製作のアメリカ合衆国のコメディ映画。
デイヴ・エガーズの小説を『クラウド アトラス』のトム・ティクヴァ監督、トム・ハンクス主演で映画化。ティクヴァは原作本が発売されてわずか2日後にエガーズにコンタクトを取り、映画化を申し出たという。

## あらすじ
アラン・クレイは大手自転車メーカーの取締役であったが、会社の業績が悪化、その責任を問われる形で解任され、さらに負債に充てるため家や車などは全て差し押さえられ、妻にも去られてしまう。
アランは娘キットの養育費を稼ぐため、サウジアラビア国王の甥と知り合いだと誇張してIT企業の営業職に転職する。ある日、彼は国王に立体的な映像を投影する3Dホログラムを使ったテレビ会議システムを売り込むため、サウジアラビアに派遣される。
しかし、現地のオフィスは傷んだテントが張られているだけで、設備も環境も整っていなかった。しかも、プレゼン相手の国王は超過密スケジュールで、いつ現れるのかも分からない。その上、上司からは商談成立のプレッシャーをかけられ、ついに彼の体は悲鳴をあげる。
そんな彼に予想もしない人物からの助けが入り、アランは新たな一歩を踏み出していく。

## キャスト
※括弧内は日本語吹替
- アラン・クレイ - トム・ハンクス（江原正士）
- ユセフ - アレクサンダー・ブラック（英語版）（内田岳志）
- ザーラ・ハキム - サリタ・チョウドリー（山像かおり）
- ハンナ - シセ・バベット・クヌッセン（藤田奈央）
- デイヴ - ベン・ウィショー（金城大和）
- ロン - トム・スケリット（前田弘喜）
- キット・クレイ - トレイシー・フェアラウェイ（東内マリ子）
- ルビー - ジェーン・ペリー（藤田奈央）
- ブラッド - デヴィッド・メンキン（西谷修一）
- カリーム・アル＝アーマッド - ハリド・レイス（金城大和）
- マハ - アミーラ・エル・サイード（英語版）（美々）
- ハッサン - ダーフィル・ラブディニ（英語版）（野坂尚也）

## スタッフ
- 監督・脚本 - トム・ティクヴァ
- 原作 - デイヴ・エガーズ（英語版）
- 製作 - ウーヴェ・ショット、シュテファン・アルント、アルカディー・ゴルボヴィッチ、ティム・オヘア、ゲイリー・ゴーツマン
- 製作総指揮 - スティーヴン・シェアシアン、ガストン・パヴロヴィッチ、クローディア・ブリュームフーバー、アイリーン・ゴール、ゲロ・バウクネット、ジム・セイベル、ビル・ジョンソン、シャーヴィン・ピシュヴァー
- 撮影監督 - フランク・グリーベ
- プロダクションデザイナー - ウリ・ハニッシュ
- 編集 - アレクサンダー・バーナー
- 衣裳デザイン - ピエール＝イヴ・ゲロー
- 音楽 - ジョニー・クリメック（英語版）、トム・ティクヴァ

日本語版スタッフ
- 日本語字幕 - 松浦美奈
- 吹替翻訳 - 赤木真理子
- 吹替演出 - 工藤美樹
- 吹替製作 - ポニーキャニオンエンタープライズ

## 製作
2013年6月12日、トム・ティクヴァがデイヴ・エガーズによる2012年の小説『王様のためのホログラム』の脚本を展開していることが報告された。ティクヴァは脚本と監督を担当し、主演俳優はトム・ハンクスになった。本作はPlaytone、Primeridian Entertainment、X-Filme Creative Poolによって製作された。2013年9月5日、Lotus Entertainmentが本作の国際的な権利取得を開始した。2014年3月6日、サリタ・チョウドリー、アレクサンダー・ブラック、トレイシー・フェアラウェイ、デヴィッド・メンキン、そしてトム・スケリットの出演が発表された。
製作は2014年の第1四半期に開始された。主要撮影は、2014年3月6日にモロッコで始まった。エジプトのフルガダ、ドイツのベルリン、デュッセルドルフでも撮影された。撮影は2014年6月に終了した。